# Rošca
Rošca (en serbe cyrillique : Рошца) est un village du centre du Monténégro, dans la municipalité de Danilovgrad.

## Démographie

### Évolution historique de la population
| 1948 | 1953 | 1961 | 1971 | 1981 | 1991 | 2003 |
| ---- | ---- | ---- | ---- | ---- | ---- | ---- |
| 238  | 314  | 397  | 299  | 196  | 158  | 111  |